# Distritos do Panamá
As províncias do Panamá e algumas das comarcas são divididos em distritos. O distrito está dividido em corregimientos do Panamá

## Bocas del Toro (província)
- Bocas del Toro (distrito)
- Changuinola (distrito)
- Chiriquí Grande (distrito)

## Chiriquí (província)
- Alanje (distrito)
- Barú (distrito)
- Boquerón (distrito)
- Boquete (distrito)
- Bugaba (distrito)
- David (distrito)
- Dolega (distrito)
- Gualaca (distrito)
- Remedios (distrito)
- Renacimiento (distrito)
- San Félix (distrito)
- San Lorenzo (distrito)
- Tolé (distrito)

## Coclé (província)
- Aguadulce (distrito)
- Antón (distrito)
- La Pintada (distrito)
- Natá (distrito)
- Olá (distrito)
- Penonomé (distrito)

## Colón (província)
- Colón (distrito)
- Chagres (distrito)
- Donoso (distrito)
- Portobelo (distrito)
- Santa Isabel (distrito)

## Darién (província)
- Chepigana (distrito)
- Pinogana (distrito)

## Herrera (província)
- Chitré (distrito)
- Las Minas (distrito)
- Los Pozos (distrito)
- Ocú (distrito)
- Parita (distrito)
- Pesé (distrito)
- Santa María (distrito)

## Los Santos (província)
- Guararé (distrito)
- Las Tablas (distrito)
- Los Santos (distrito)
- Macaracas (distrito)
- Pedasí (distrito)
- Pocrí (distrito)
- Tonosí (distrito)

## Panamá (província)
- Arraiján (distrito)
- Balboa (distrito)
- Capira (distrito)
- Chame (distrito)
- Chepo (distrito)
- Chimán (distrito)
- La Chorrera (distrito)
- Panamá (distrito)
- San Carlos (distrito)
- San Miguelito (distrito)
- Taboga (distrito)

## Veraguas (província)
- Atalaya (distrito)
- Calobre (distrito)
- Cañazas (distrito)
- La Mesa (distrito)
- Las Palmas (distrito)
- Montijo (distrito)
- Río de Jesús (distrito)
- San Francisco (distrito)
- Santa Fé (distrito)
- Santiago (distrito de Veraguas)
- Soná (distrito de Veraguas)
- Mariato (distrito)